# Mootah Point
Mootah Point är en udde i Gambia.   Den ligger i regionen Lower River Division, i den västra delen av landet, 50 km öster om huvudstaden Banjul.
Terrängen inåt land är mycket platt. Runt Mootah Point är det ganska glesbefolkat, med 21 invånare per kvadratkilometer. Närmaste större samhälle är Kerewan, 8,8 km nordost om Mootah Point. Omgivningarna runt Mootah Point är huvudsakligen savann.